# 아드리안 로페스
아드리안 로페스(포르투갈어: Adriane Lopes, 1976년 6월 29일~)는 2022년 4월 2일부터 현재 캄푸그란지 시장으로 재직 중인 브라질의 변호사이다.

## 전기
로페스는 1976년 6월 29일 Gisleni Garcia Barbosa와 Antônio Ferreira Barbosa의 딸로 태어났다.
그녀는 아버지의 아이스크림 공장에서 일했다. 또한 브라질의 교도소 관리국(Agepen)에서 4년 동안 근무했다. .
변호사이며 법과 신학 학위와 행정 및 도시 관리 대학원 학위를 보유하고 있다.
그녀는 브라질 코칭 협회(IBC )의 코치이자 리더 코치이다.

## 사생활
브라질의 정치인인 Lídio Lopes와 결혼했으며 슬하에 브루노와 마테우스 로페스, 2명의 자녀를 두고 있다.

## 참고 문헌
1. ↑  “Adriane Lopes PATRIOTA 55 Candidata a vice-prefeita Campo Grande - MS Eleições 2020” (브라질 포르투갈어). Estadão. 2021년 7월 31일에 원본 문서에서 보존된 문서. 2022년 4월 22일에 확인함.
2. 1 2  “Confira perfil de Adriane Lopes, que toma posse como primeira prefeita de Campo Grande Jornal Midiamax” (브라질 포르투갈어). midiamax.uol.com.br. 2022년 4월 4일. 2022년 4월 22일에 확인함.
3. ↑  “Adriane Lopes é empossada prefeita de Campo Grande” (브라질 포르투갈어). G1. 2022년 4월 22일에 확인함.
4. ↑  “Adriane Lopes – Vice-Prefeita de Campo Grande MS” (브라질 포르투갈어). 2022년 4월 22일에 확인함.
5. ↑  https://www.dothnews.com.br. “Adriane Lopes: de vendedora de sorvetes a prefeita da Capital de MS”. www.msnoticias.com.br. 2022년 4월 22일에 확인함.
6. ↑  “Adriane Lopes, nova prefeita de Campo Grande”.